# Catedrala Adormirea Maicii Domnului din Moscova
Catedrala Adormirea Maicii Domnului din Moscova este un monument istoric și de arhitectură din Rusia.